# Washington (Georgia)
Washington è una città degli Stati Uniti d'America, situata nello Stato della Georgia e in particolare nella contea di Wilkes, della quale è il capoluogo. La città era originariamente chiamata Heard's Fort.